# Самара-ГИС
«Самара - ГИС» — информационный кабельный телеканал, созданный с 12 октября 2007 года. Аббревиатура «ГИС», расшифровывается как «Городские Информационные Системы».

## Вещание
Кабельные сети Самары, и частоты, на которых в них осуществляется вещание:
- Дом.ру —  г. Самара, г. Сызрань,
- Ростелеком (IPTV) —  Самарская обл.,
- TeleNet —  г. Самара
- Волгогазтелеком — г. Самара,
- ЭГС-Телеком — г. Самара,
- ТрансТелеКом — Самарская обл.,
- СамараЛан — г. Самара,
- ИнфоЛада — г.Самара,
- ТЕЛЕАНТЕННЫ — г. Жигулевск,
- Кабельные сети — г. Отрадный,
- МИРС — г. Новокуйбышевск,
- ФОТОН — г.Чапаевск,
- Лада Медиа — г. Тольятти,
- ТВ ЛИК — г. Тольятти,
- Тольяттинские кабельные сети — г.Тольятти

## Награды и премии
Телеканал неоднократно побеждал в многочисленных городских, областных, общероссийских конкурсах. 
2010 год 
- «Самара-ГИС» стал финалистом конкурса «Тэфи — Регион 2010» в номинации «Оформление телеканала».

2011 год 
- Диплом за победу в конкурсе фестиваля Самарской областной организации Союза журналистов России «Пресса-2011».

2012 год 
- Благодарность от Торгово-промышленной палаты Самарской области «За большой вклад в формирование деловой журналистики Самарской области».

2013 год 
- Диплом Национальной премии в области развития общественных связей «Серебряный лучник» в номинации «Лучший проект в области социальных коммуникаций и благотворительности».

2014 год 
- Диплом III степени областного журналистского конкурса на призы Губернатора Самарской области в номинации «Укрепление духовных ценностей и поддержка семьи, материнства и детства».
- Диплом за победу в IV Самарском областном конкурсе журналистов «Социальный репортаж» в номинации «Лучшее освещение социально-значимых тем в теле-эфире».
- Диплом Думы г.о. Самара за II место в творческом конкурсе на лучший журналистский материал, посвящённом 20-летию Думы г.о. Самара.
- Диплом лауреата III Всероссийского фестиваля -конкурса спортивной журналистики «Энергия побед» в номинации «Лучший телевизионный репортаж».
- Диплом I степени областного журналистского конкурса на призы Губернатора Самарской области в номинации «Реформа ЖКХ, благоустройство».
- Диплом ГУ МВД РФ по Самарской области за II место программы «Сыскное дело» в конкурсе на лучшее освещение деятельности органов внутренних дел Самарской области.
- Диплом победителя городского конкурса на лучший материал, направленный на профилактику наркомании в номинации «Телевидение».
- Диплом лауреата конкурса самарских СМИ «Студенческое признание», победитель в номинации «Они живут рядом».
- Диплом лауреата конкурса самарских СМИ «Студенческое признание», победитель в номинации «Любимая Самара».
- Памятная медаль «XXII Олимпийские зимние игры и XI Паралимпийские зимние игры 2014 года в г. Сочи».

2015 год 
- Диплом от Избирательной комиссии Самарской области. Победители конкурса на лучшее освещение в СМИ информации о ходе выборной кампании. 21.10.2015 г.
- Диплом от Фонда Андрея Первозванного и Центра национальной славы за 1 место во Всероссийском конкурсе «Семья и будущее России». Москва, 13.11.2015 г.
- Диплом 1 степени. областного журналистского конкурса на призы Губернатора Самарской области. Победа Пенер И.В в номинации «Реформа ЖКХ, благоустройство». Самара, 2015 г.
- Диплом 2 степени областного журналистского конкурса на призы Губернатора Самарской области. Победа Перепёлкина М. А. в номинации «Культура». Самара, 2015 г.
- Диплом 2 степени областного журналистского конкурса на призы Губернатора Самарской области. Победа Шарой В. В. в номинации «Ведущий телевизионной информационной программы». Самара, 2015 г.
- Диплом Думы г.о. Самара. Специальный приз Мирной М. В. за участие в творческом конкурсе на лучший журналистский материал о работе Думы г.о. Самара V созыва. Самара, 2015 г..
- Победитель конкурса на лучший материал о работе Думы г.о. Самара — Панченко И. В. г. Самара, декабрь 2015 г.

2016 год 
- Диплом И. В. Панченко за 1 место от Фонда Андрея Первозванного и Федерального агентства по печати и массовым коммуникациям в конкурсе «Семья и будущее России», октябрь 2016 г.
- Диплом И. В. Панченко победителя конкурса на лучший материал, направленный на профилактику наркомании от Союз журналистов Самарской области, октябрь 2016 г.
- Диплом за 1 место И. В. Панченко во Всероссийском конкурсе программ о женском здоровье от КРОС, комп. «Гедеон Рихтер», ноябрь 2016 г.,
- Диплом победителя И. В. Панченко Всероссийского конкурса «В фокусе семья» от ЮНПРЕСС, агентство социальной информации, ноябрь 2016 г.
- Диплом Кравцовой М. А. от Администрации г.о. Самара Лауреата конкурса среди печатных и электронных СМИ «Самарская пресса-2016» в специальной номинации «Сделано с любовью».
- Специальный приз Главы г.о. Самара «За вклад и укрепление сотрудничества между городами Самара и Стара-Загора и в связи с 140-летием российско-болгарской дружбы». Награждён Поломеев О. Ю. За фильм «Под знаменем дружбы» на IX открытом Всероссийском фестивале документальных фильмов «Соль земли», Самара, 2016 г.
- Награждён Зверев О. серебряным знаком Святителя Алексия «За труды во благо святой православной церкви», октябрь 2016 г.
- Диплом Перепёлкину М. А. от Администрации г.о. Самара Лауреата конкурса среди печатных и электронных СМИ «Самарская пресса-2016» в специальной номинации за цикл программ, посвящённых 140-летию российско-болгарской дружбы.
- Диплом Черняевой Ю. А. за победу в конкурсе на лучший материал, направленный на профилактику наркомании в номинации «Электронные СМИ» от Главы г.о. Самары О. Б. Фурсова и Самарского Союза журналистов, 2016 г.
- Диплом Панченко И. В. за победу в конкурсе на лучший материал, направленный на профилактику наркомании в номинации «Электронные СМИ» от Главы г.о. Самары О. Б. Фурсова и Самарского Союза журналистов, 2016 г.
- Диплом Перепёлкину М. А. от издательства «Просвещение» за 1 место в I Всероссийском конкурсе «Маршрутами карты памяти» по освещению судеб героев и малоизвестных событий Великой Отечественной войны в номинации «Лучший видеосюжет», 21 декабря, 2016 г.
- Диплом Перепёлкину М. А. от Главы г.о. Самары О. Б. Фурсова и Самарского Союза журналистов о присвоении звания лауреата творческого конкурса им. Эдуарда Кондратова в номинации «Журналистика» за цикл программ о старой Самаре, 2016 г.

2017 год 
- Диплом Панченко И. В. от Союза журналистов России о присвоении звания лауреата премии «За профессиональное мастерство» за специальный репортаж «Своя дорога», 9 февраля 2017 г.